# 滋賀県道38号太田安井川線

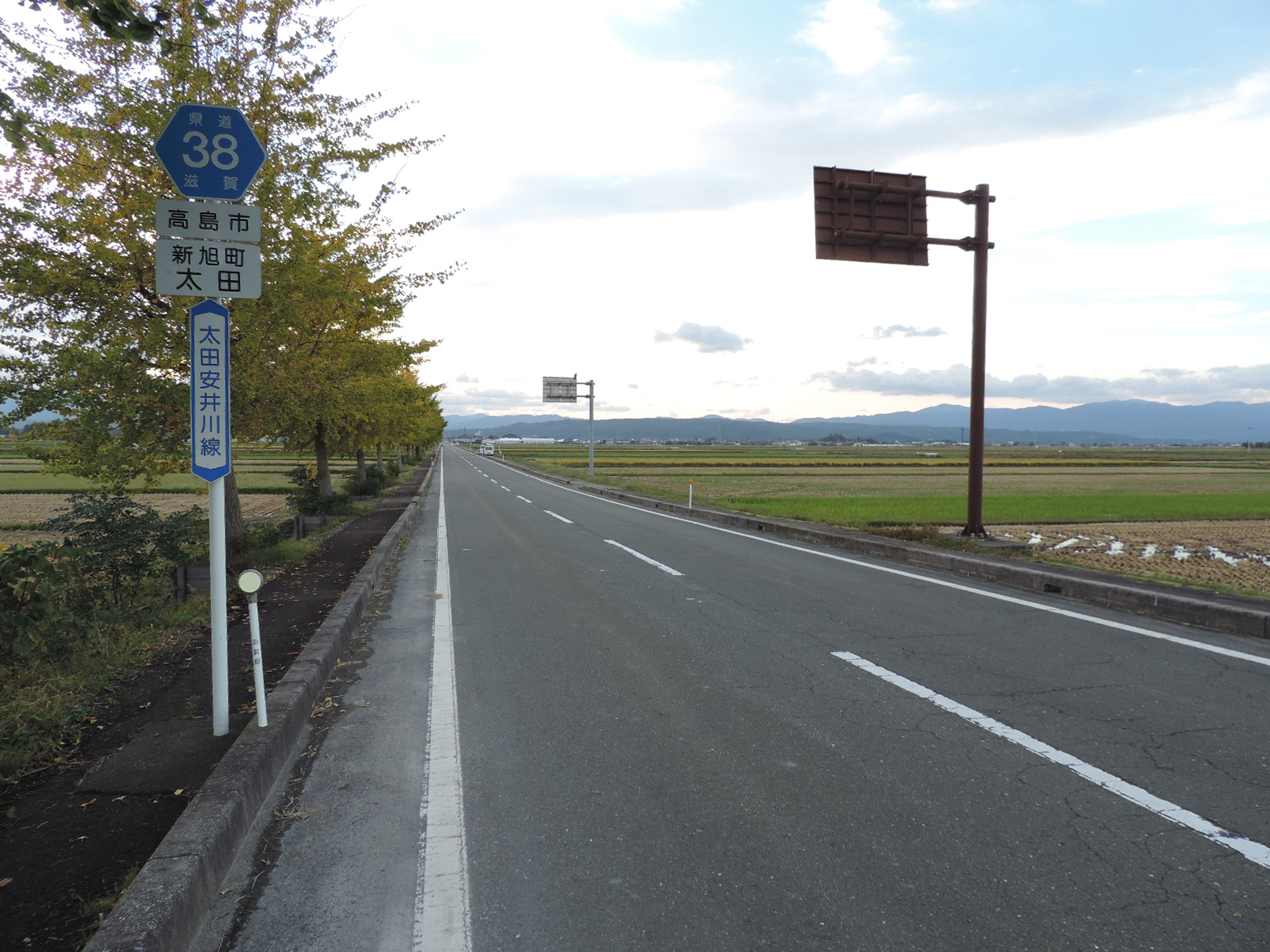
滋賀県道38号太田安井川線、起点付近（2017年10月撮影）

滋賀県道38号太田安井川線（しがけんどう38ごう おおたやすいがわせん）は、滋賀県高島市新旭町太田を起点に高島市新旭町安井川交点に至る4.2 kmの県道（主要地方道）である。

## 概要
総延長は短いが、湖西地方で数少ない主要地方道のひとつである。風車街道から旧国道161号までほぼ一直線にのびている。

### 路線データ
- 起点：高島市新旭町太田
- 終点：高島市新旭町安井川

## 歴史
- 1993年（平成5年）5月11日 - 建設省から、県道太田安井川線が太田安井川線として主要地方道に指定される[1]。

## 地理

### 通過する自治体
- 高島市

### 交差する道路
- 滋賀県道333号安曇川今津線 風車街道（高島市新旭町太田、起点）
- 滋賀県道301号藁園熊野本線（高島市新旭町藁園・藁園南交差点）
- 国道161号琵琶湖西縦貫道路 高島バイパス（高島市新旭町北畑・北畑交差点）
- 滋賀県道303号北船木北畑線（高島市新旭町北畑）
- 滋賀県道558号高島大津線 西近江路・滋賀県道293号中野新旭線（高島市新旭町安井川・安井川交差点）

### 沿線にある施設など
- 信和精工
- JAカントリーエレベーター
- 不二電機工業